# هنريك بيرغر
هنريك بيرغر (بالسويدية: Henrik Berger)‏ (16 مايو 1969 - ) هو لاعب كرة قدم سويدي، يلعب كلاعب وسط.

## مسيرته

### مسيرته مع الأندية
- 1987 - 1996 لعب مع نادي ديجرفورس 224 مباراة سجل خلالها 35 هدف.
- 1997 - 1997 لعب مع نادي براغي 9 مباريات سجل خلالها هدف.

## روابط خارجية
- هنريك بيرغر على موقع قاعدة بيانات كرة القدم.إي يو (الإنجليزية)
- هنريك بيرغر على موقع عالم كرة القدم.نت (الإنجليزية)